# Yoshitoshi

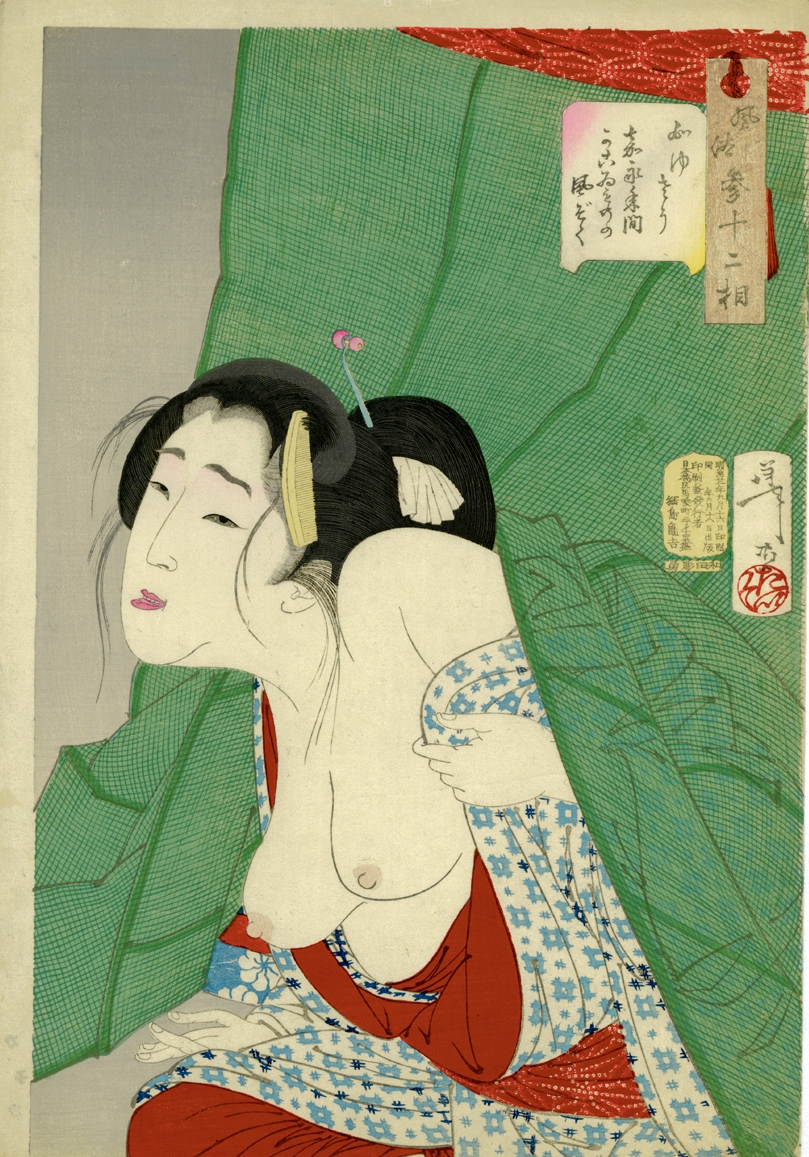
Gravura de uma das suas mais conhecidas séries de bijin-ga, Fuzoku Sanjuniso (1888).

Tsukioka Yoshitoshi (em japonês:  月岡 芳年;1839 - 1892), também conhecido como Taiso Yoshitoshi 大蘇 芳年, foi um artista japonês. É amplamente reconhecido como o último grande mestre e um dos inovadores do gênero ukiyo-e de pintura e xilogravura. Sua carreira percorreu duas eras: os últimos anos do período Edo e os primeiros anos da modernidade japonesa após a restauração Meiji. Yoshitoshi produzia em ampla variedade temática, entre paisagens, personagens históricos e teatrais, figuras femininas, editoriais, entre outros. Embora tenha enlouquecido pouco antes de sua morte, é sabido que deixou como legado cerca de oitenta discípulos.